# Музичний аналіз
Музичний аналіз — одна з галузей музично-теоретичних наук, наукове дослідженням музичних творів або музичних явищ. Існує широке та вузьке розуміння музичного аналізу. У широкому сенсі під музичним аналізом передбачається розгляд будь-якої із музичних закономірностей як такої. У вужчому сенсі — розгляд тих чи інших елементів музичної мови в межах конкретного музичного твору.

## Види й методи музичного аналізу
Найчастіше використовується аналіз музичних творів, що полягає в дослідженні та інтерпретації стилістики, форми, мовних особливостей, тексту та контексту, взаємозв'язків цих складників та їх ролі у втіленні автор, задуму і змісту. Важливе місце в аналізі музичних творів займає вивчення їх спільних властивостей та відношень між творами, групами творів, жанрами тощо. Поряд із цілісним аналізом практикується також частковий, що обмежується дослідженням деяких складників певного музичного явища, твору, їх окремих елементів, а часом — принципу чи закономірності музичного мислення, дискурсу виконавської інтерпретації, значеннєвого поля тощо..
Найчастіше використовуються два основні методи аналізу: зовнішньо-описовий і причинно-порівняльний. 
- Зовнішньоописовий аналіз обмежується описом і реєстрацією зовнішніх рис та проявів музичного явища. Найбільшого поширення він набув у деяких видах музичної критики. *Причинно-порівняльний АМ. досліджує явища в контексті мистецьких взаємозв'язків, з'ясовує їх генезу, тенденції та закономірності розвитку, місце в мистецтві епохи, естетичне навантаження і його узгодження з естетичними поглядами історичного періоду, функціональні й суспільні аспекти появи й існування явища тощо.

В залежності від мети аналізу, дослідженню підлягають різні аспекти музичної форми — гармонії, мелодики, ритму й метру, структури й формотворення, фактури, тембру тощо. Таке дослідження передбачає певний рівень абстрагування — відділення одного елемента від інших. В останні десятиліття XX ст. помітне місце в музикознавстві почали посідати такі відносно нові різновиди музичного аналізу, такі як виконавський, інтерпрепретаційний, текстовий, електроакустичний, дискурс-аналіз тощо.

## Неоднозначність аналізу
Нерідко той чи інший музичний твір аналізується різними дослідниками, і результати аналізу виявляються розбіжними. Наприклад, гармонічний аналіз перших тактів прелюдії до опери К. Дебюссі Пелеас і Мелізанда:

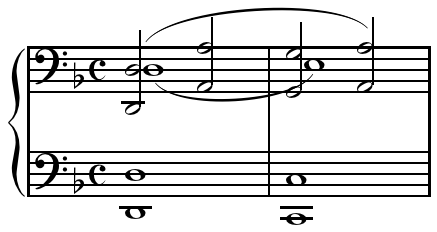
Прелюдія до опери К. Дебюcсі Пелеас і Мелізанда.

проаналізували музикознавці Р. Лейбовиць (Leibowitz), Л. Лалуа (Laloy), ван Аппледорн (van Appledorn) та В. Крайст (Christ). Лейбовиць вважає, що послідовність акордів слід записати так: [d-moll]: I –VII –V, незважаючи на рух мелодії на ля; Лалуа натомість записує послідовність так: [d-moll] I–V6, вважаючи звук соль в мелодії орнаментом; натомість Аппледорн і Крайст записують послідовність як [d-moll] I –VII.
По-різному проінтерпретовано і 5-й такт цієї прелюдії:

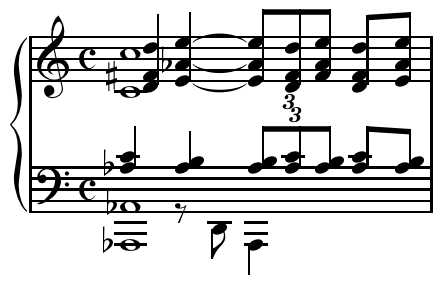
Debussy's Pélleas et Mélisande prelude, measures 5-6.

Ван Аппледорн записує перший акорд як «французьку сексту» по До мажору (збільшена секста між низьким VI і підвищеним IV ступенями, в українській термінології — подвійна домінанта з пониженою квінтою — [C-dur] DDb5); Лалуа натомість записує цей акорд як домінантовий септакорд з пониженою квінтою (); Крайст натомість розглядає всю послідовність в контексті альтерованого ундецимакорда від звука сі-бемоль (B#11)
Ж.Ж Натьє (Nattiez) доводить, що ця розбіжність виникає внаслідок різних аналітичних підходів.

## Українське музикознавство
В українському музикознавстві практикування музичного аналізу почало утверджуватися в останній третині XIX століття. Вагомим внеском у теорію і практику музичного аналізу цього часу стали праці українських учених у царині музичної фольклористики (М. Лисенко, П. Сокольський, Ф. Колесса, К. Квітка). Згодом проблеми музичного аналізу розроблялися у працях С. Людкевича, Б. Яворського, М. Грінченка, А. Ольховського, М. Тіца, 3. Лиська, М. Гордійчука, М. Загайкевич, А. Мухи, Н. Горюхіної, С. Грици, Н. Герасимової-Персидської, І. Котляревського, В. Золочевського, І. Юдкіна, Я. Якуб'яка, В. Москаленка, Б. Деменка, С. Шипа та ін.
Аналіз музичних творів є однією з навчальних дисциплін, що викладаються у вищих музичних навчальних закладах. Авторами українських підручників з цією дисципліни є Л. К. Осадча, Н. О. Горюхіна (не опубліковано). Популярними залишаються радянські російськомовні підручники Л. А. Мазеля та В. А. Цукермана